# رودلف ریش
رودلف ریش (انگلیسی: Rudolf Risch; ۲۰ ژانویهٔ ۱۹۰۸ – ۲۲ اوت ۱۹۴۴) دوچرخه‌سوار اهل آلمان بود.